# Thomas Cushing
Thomas Cushing III (24 de marzo de 1725 – 28 de febrero de 1788) fue un abogado, comerciante y político de Boston, Massachusetts. Representó a su ciudad en la asamblea provincial desde 1761 hasta su disolución en 1774, y fue portavoz de la Cámara Baja durante gran parte de dicho período. Debido a su posición como portavoz, su firma se incluyó en varios documentos escritos como protesta contra las políticas británicas, lo que causó que varios oficiales de Londres lo considerasen un radical peligroso. Fue corresponsal de Benjamin Franklin, quien en ocasiones recurrió al cabildeo para apoyar los intereses de la Legislatura en Londres para reducir la creciente tensión causada por la Revolución de las Trece Colonias.
Cushing representó a Massachusetts en el Primer y Segundo Congreso Continental, pero debió abandonar el Congreso tras una votación por su exclusión cuando se opuso a la independencia. Pese a esto, continuó con su labor política después de 1776 y formó parte del gobierno estatal. Durante la guerra, se desempeñó como comisariato –es decir, la persona responsable de aprovisionar a los soldados–, posición que utilizó para enriquecer el negocio familiar. Fue elegido como el primer vicegobernador de Massachusetts en 1780, con John Hancock como gobernador. Continuó en su cargo hasta su fallecimiento, en 1788. En 1785, tras la renuncia de Hancock, fue gobernador interino hasta la asunción de James Bowdoin.

## Primeros años
Cushing nació en Boston, la capital de la provincia de la bahía de Massachusetts, por ese entonces una colonia de la Corona británica, el 24 de marzo de 1725. Fue el segundo de al menos siete hijos del matrimonio conformado por Thomas Cushing II (1694-1746), concejal de Boston y uno de los comerciantes más ricos de la ciudad, y Mary (Bromfield) Cushing (1689–1746), también miembro de una prominente familia bostoniana. La familia Cushing desciende de Deacon Matthew Cushing, un inmigrante proveniente de Norfolk, Inglaterra que arribó a Norteamérica en 1638. Thomas Sr. solía desempeñarse como moderador durante las reuniones en el ayuntamiento de la ciudad, y fue quien en 1742 aceptó, en nombre de la ciudad de Boston, Faneuil Hall como regalo por parte de Peter Faneuil. Formó parte de la Corte General de Massachusetts (asamblea colonial) entre 1731 y 1747, y fue su portavoz desde 1742.
Thomas Jr. cursó sus estudios primarios en la escuela pública más antigua del país, Boston Latin School, y sus estudios superiores en Harvard. Se graduó en 1744 como abogado y más tarde ingresó al negocio familiar de comercio de mercancías. El 1 de octubre de 1747, contrajo matrimonio con Deborah Fletcher (c. 1727–1790), con quien tuvo cinco hijos.

## Carrera política
En 1753, Cushing ingresó en la política tras ganar las elecciones como concejal de Boston. Continuó en el cargo hasta 1763, y fue elegido también para la Corte General en 1761. Formó alianzas con Samuel Adams y John Hancock, en parte porque frecuentaba las mismas tabernas que ellos; con Hancock en particular desarrolló una relación que duraría toda la vida, en la que el carismático Hancock era considerado el político con la personalidad más dominante. Cushing financió algunas de las empresas políticas de su amigo, aunque prefería mantenerse al margen y dejar que Hancock se llevara todo el crédito. Por este motivo, sus oponentes políticos (y los de Hancock) lo caracterizaron como poco más que su secuaz o delegado en los años subsiguientes.
Cuando finalizó la Guerra franco-india, en 1763, el gobierno británico decidió obligar a los colonos a pagar impuestos para así cubrir los costos del envío de tropas a las colonias. Al principio, Cushing se opuso a dichos impuestos por motivos económicos, ya que se veía afectado de gran manera por su trabajo como comerciante. Ese mismo año, tras observar con astucia los lazos comerciales entre las distintas dependencias del Imperio Británico, escribió que los altos impuestos vigentes sobre la melaza (que los comerciantes de Nueva Inglaterra no solían pagar) habrían dañado de manera significativa las economías de Gran Bretaña, Norteamérica y las Indias Occidentales de haberse respetado, ya que habría sido necesario utilizar grandes cantidades de dinero físico, escaso en aquella época, para cumplir con los pagos. John Adams escribió "[Cushing] es constante y responde a los intereses de la libertad y la oposición, y es famoso por su discreción y su talento para procurar inteligencia".

### Portavoz de la Cámara
En mayo de 1766, Cushing fue elegido portavoz de la asamblea. La asamblea primero eligió a James Otis, pero el gobernador Bernard rechazó la elección, y Cushing fue designado en su lugar. Durante su ejercicio como portavoz, fue un frecuente corresponsal de Benjamin Franklin, agente de la asamblea en Londres desde finales de 1770. Además de la correspondencia oficial, ambos hombres intercambiaban opiniones sobre la situación política en sus respectivas áreas, y en general estaban de acuerdo en que se requería moderación para lidiar con el gobierno británico. En 1772, Franklin adquirió cartas escritas por varios políticos designados por la Corona, entre ellos el gobernador Thomas Hutchinson cuando aún era vicegobernador. Franklin le envió dichas cartas a Cushing con instrucciones específicas de que solo se las mostrara a un grupo selecto de personas, con el objetivo de influenciar a los colonos para que no depositasen la culpa en el gobierno británico en general, sino en el gobernador en particular. El radical Samuel Adams, uno de los pocos que vieron las cartas, decidió publicarlas en 1773. En las cartas, Hutchinson y el vicegobernador Andrew Oliver sugerían de forma muy provocativa que era imperativo recortar los derechos de las colonias. El escándalo resultante exacerbó la tensión política a ambos lados del Atlántico, generó que la asamblea peticionara el retiro de Hutchinson y causó la renuncia de Franklin como agente colonial y su adhesión a los principios independentistas tras ser vapuleado públicamente por su rol en el escándalo.
Cushing se mantuvo en la posición de portavoz hasta la disolución de la asamblea en octubre de 1774 por parte del gobernador y general del Ejército británico Thomas Gage, el sucesor de Hutchinson. Los miembros de la asamblea se reunieron sin el permiso del gobernador y formaron el Congreso Provincial de Massachusetts. Este cuerpo constituiría el gobierno de facto de Massachusetts hasta que se adoptara la constitución estatal, en 1780.
Pese a ponerse a las políticas británicas, Cushing al principio no apoyaba del todo la revolución. En 1772, junto con Hancock, se negó a formar parte de uno de los Comités de correspondencia de Boston. Aunque no se consideraba un revolucionario, fue elegido delegado al Primer Congreso Continental en 1774, y al Segundo al año siguiente. Varias figuras políticas de Londres lo asociaron con la causa radical, en parte porque su firma, necesaria por ser portavoz de Massachusetts, figuraba en todas las peticiones de la colonia. Como resultado, en abril de 1775 el general Gage recibió órdenes de arrestarlo, junto a otros líderes radicales. Sin embargo, Gage no obedeció la orden y Cushing jamás fue detenido.

### Revolución

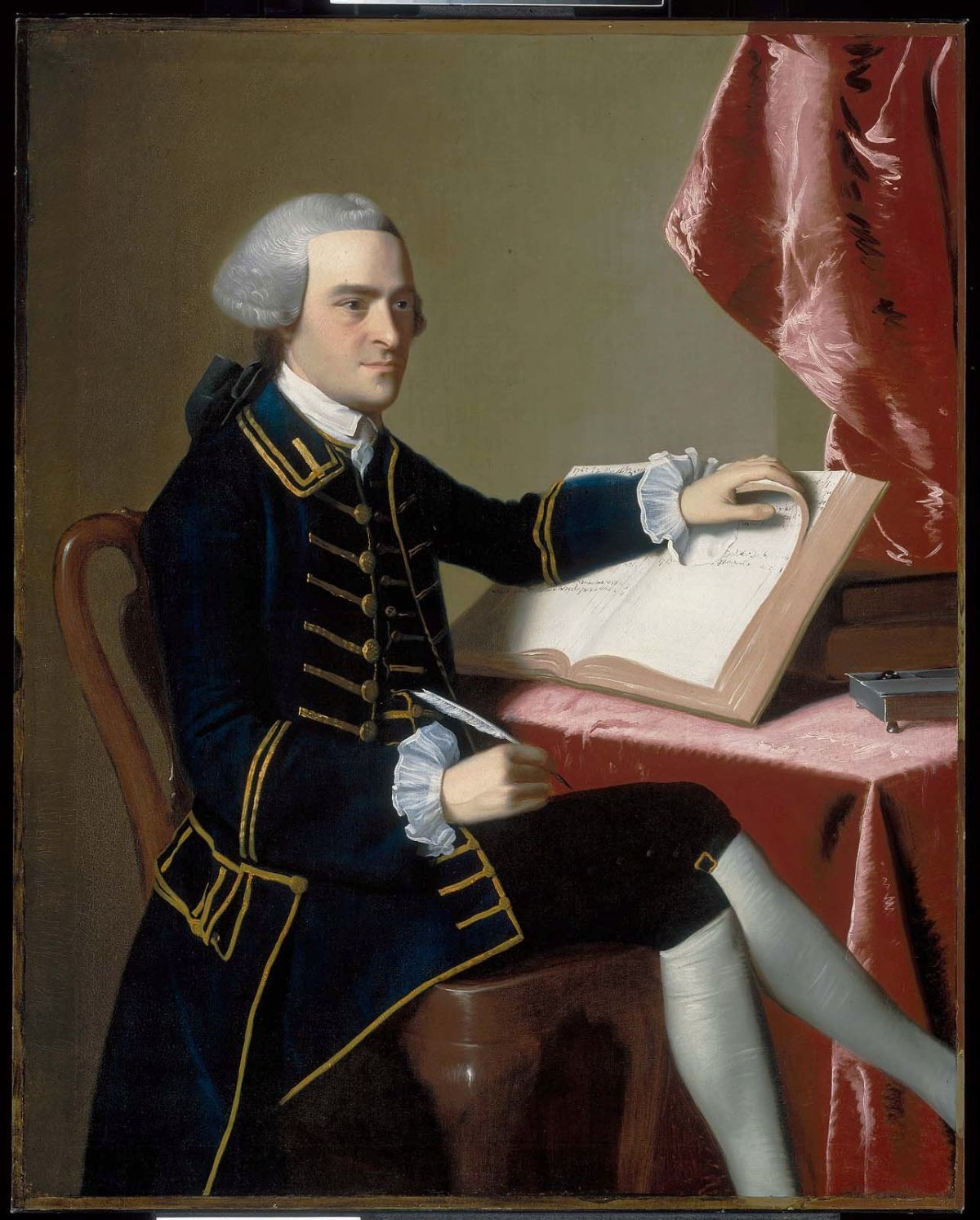
John Hancock, retrato de John Singleton Copley.

Cushing continuó manteniendo una actitud débil con respecto a la independencia en 1775, lo que le costó su banca en el Congreso Continental en diciembre del mismo año. Después de una intensa campaña electoral, fue derrotado por el independentista Elbridge Gerry. La derrota, que dejó a la delegación de Massachusetts con mayoría independentista, reforzó la lealtad de Cushing por Hancock. Cushing continuó oponiéndose a la independencia a su regreso a Massachusetts y orquestó demoras en las encuestas que debían determinar si el estado apoyaba formalmente o no la declaración de independencia.
Hancock, en ese entonces presidente del Congreso Continental, le otorgó a Cushing el puesto de comisionado de asuntos marítimos. Como parte de su trabajo, Cushing supervisó la compra de fragatas para la Armada Continental. También fue designado comisariato jefe, responsable de equipar a las tropas del estado, y se mantuvo en su puesto durante varios años. En 1780, fue uno de los comisariatos encargados de proporcionar suministros a las tropas francesas en Newport, Rhode Island. Al igual que otros comerciantes con puestos importantes en lo que refiere a los suministros de las tropas, Cushing tomó ventaja de su puesto para enriquecer su negocio familiar mediante la autoconcesión de contratos con precios favorables. También participó de convenciones regionales en las que se intentó contener la baja inflacionaria del valor del dólar continental mediante el establecimiento de controles de precios y salarios; estos intentos fracasaron porque los estados se negaron a implementar las medidas recomendadas por la convención.
En 1778, Cushing formó parte de un intento fallido de crear una constitución nueva para el estado. Este intento fue rechazado por los votantes del estado por varios motivos, aunque varios pueblos continuaron exigiendo una constitución nueva. Cushing no participó en la redacción de la constitución del estado de 1780. Fue miembro fundador de la Academia Estadounidense de las Artes y las Ciencias (1780).

### Presidente del Senado de Massachusetts
Cushing fue elegido al Senado de Massachusetts en las elecciones de 1780. Varios distritos no eligieron senadores y otros se negaron a aceptar el puesto, por lo que solo diecinueve senadores conformaron la primera sesión del Senado. El 25 de octubre, catorce de los diecinueve senadores votaron por Cushing, y fue elegido como el primer presidente del Senado de Massachusetts.  Cushing renunció a su puesto el 4 de noviembre del mismo año para asumir como vicegobernador del estado.

### Vicegobernador
Cushing se postuló como gobernador para las elecciones de 1780. El resultado de las elecciones fue inconcluyente (ningún candidato recibió la mayoría de votos requerida), por lo que la decisión recayó en la Corte General. Su primer candidato, James Bowdoin, rechazó el ofrecimiento, al igual que la segunda opción, James Warren, por lo que el cargo quedó en manos de Cushing. Ejerció como vicegobernador hasta su muerte, en 1788. Al principio, el gobernador del estado era su amigo John Hancock, pero a principios de 1785 este ofreció su renuncia, en parte como una maniobra política (aunque alegó que se debía a la gota que padecía). La legislatura no le insistió a Hancock para que conservara su puesto, por lo que Hancock renunció de forma definitiva. Cushing pasó a ser gobernador en funciones durante los últimos meses del período que le correspondía a Hancock. Las elecciones de 1785 fueron muy divisivas y altamente politizadas; Cushing fue caracterizado por sus opositores (en particular, Bowdoin y sus seguidores) como poco más que una criatura de Hancock que haría todo lo que este le pidiera. Nuevamente, el electorado no llegó a un resultado concluyente, y la Corte General eligió a Bowdoin, por lo que Cushing quedó relegado una vez más al puesto de vicegobernador. Bowdoin se mantuvo en el cargo durante dos períodos, marcados en gran medida por la rebelión de Shays, un levantamiento causado, en parte, por las duras políticas fiscales de Bowdoin y las pobres condiciones económicas en las partes rurales del estado. En 1787, Hancock regresó a la política, y derrotó a Bowdoin. En todas estas elecciones, Cushing fue elegido vicegobernador.
Durante su gobierno, Hancock y Cushing financiaron la reconstrucción de Boston, que había sido devastada durante la ocupación británica en 1775 y 1776. Aunque Hancock recibió la mayor parte del crédito por esta labor, se sabe que Cushing tuvo un papel significativo en la reconstrucción.

## Fallecimiento y legado
Thomas Cushing falleció en Boston el 28 de febrero de 1788, cuando era vicegobernador. Fue sepultado en el cementerio Granary Burying Ground. Cushing, un pueblo ubicado en el estado de Maine, fue nombrado en su honor.

## Lectura complementaria
- Alexander, John (2011). Samuel Adams: the Life of an American Revolutionary. Lanham, MD: Rowman & Littlefield. ISBN 9780742570337. OCLC 678924183.

- Datos: Q781134
- Multimedia: Thomas Cushing / Q781134